# ألكسندر فراي (سياسي)
الكسندر فراي (بالفنلندية: Alexander Frey) هو محامي وسياسي فنلندي، ولد في 7 يونيو 1877، وتوفي في 28 نوفمبر 1945. نشط حزبياً في حزب الشعب السويدي. وقد انتخب عضو برلمان فنلندا ‏.